# 雨宮留菜
雨宮 留菜（あめみや るな、1993年7月14日 - ）は、日本のグラビアアイドル、コスプレイヤー。大阪府出身。現在はフリーランス。（以前はIMS Entertainmentに所属していた。）

## 人物
Tバック、マイクロビキニ、スリングショットという露出度の高い衣装での撮影が多く、本人も「露出狂」と自称する場合がある。
小柄ながらKカップという爆乳と陽気な性格で人気を博し、コスプレイヤー、女子プロレスラーとしても活動している。初サバイバルゲームデビューを果たしている。
マイクロビキニの露出度が高いためか、ヌードは一切無いにもかかわらず、ブログなどがよく削除されると本人は述べている。
本人は膣にいぼを付けていわゆる「カズノコ天井」にする整形手術を受けたと公言している。

## 作品

### 音楽CD
- ぼくのヒミツキスミー（2018年7月4日、ダイキサウンド）通常盤のほか初回盤あり

### イメージビデオ
単体作品
- Peach girl~桃少女（2011年10月28日、クラリス）
- Luna2（2011年12月30日、クラリス）
- papico（2012年3月30日、クラリス）
- Milky way（2012年11月2日、クラリス）
- HONEY DRIPPER（2013年4月26日、クラリス）
- twin burst（2013年10月18日、クラリス）
- 敗北主義（2014年4月4日、クラリス）
- 一罰百戒（2014年9月30日、クラリス）
- 性感偶像（2015年5月25日、クラリス）
- 完全敗北（2015年12月20日、クラリス）
- 下着と日常の被虐（2016年5月30日、日本メディアサプライ）
- Cream girl 雨宮留菜（2016年8月2日、Cream）
- 雨宮留菜はリアル彼女。（2017年4月12日、竹書房）
- SUMMER LESSON（2017年8月4日、グラビジョン）
- fall in love（2017年10月13日、グラビジョン）
- 従順彼女（2018年3月22日、ギルド）
- 潜入捜査官～鳥籠の女豹～（2019年6月21日、ギルド）
- 断れない関係（2019年9月19日、ギルド）
- ご主人様とメイドさん（2020年2月21日、竹書房）
- わいせつ罪で逮捕！？（2021年5月25日、エアーコントロール）
- 無法痴帯（2021年12月17日、スパイスビジュアル）
- 今夜行動～今夜どう？～（2023年3月23日、ギルド）
- ファン感謝祭！ るなしゅんバスツアー！（2023年11月24日、竹書房）
- イキすぎた彼女（2024年9月28日、NON STYLE）
- エスでもエムでもエロすぎて（2024年12月28日、NON STYLE）
- ラブリーキューティ Kcup（2025年3月28日、NON STYLE）
- 半裸一貫 女の夜明け（2025年6月28日、NON STYLE）

コンセプトBDシリーズ
- Japan Looner Girls Collection Vol.6（2025年1月28日、JLGC）
- Japan Looner Girls Collection Vol.10（2025年4月28日、JLGC）
- Japan Looner Girls Collection Vol.18（2025年8月28日、JLGC）

### 配信イメージビデオ
- 雨宮留菜（2014年2月12日、BJK）
- 雨宮留菜02（2014年2月2日、BWH）
- 雨宮留菜03（2014年3月14日、BWH）
- 女子校生 僕の妹は競泳部（2014年8月29日、アイロゴス）
- 女子校生 萌える絶対領域（2014年9月19日、アイロゴス）
- 女子校生 過激な体育の時間（2014年10月17日、アイロゴス）
- 女子校生 私を見て下さい（2014年10月24日、アイロゴス）
- 本当にデカップ 雨宮留菜 5分（2014年11月6日、デジタル・クライス）
- 本当にデカップ 雨宮留菜 完全版（2014年11月6日、デジタル・クライス）
- 本当にデカップ 雨宮留菜 25分（2014年12月4日、デジタル・クライス）
- 本当にデカップ 雨宮留菜2 完全版（2014年12月4日、デジタル・クライス）
- 本当にデカップ 雨宮留菜 合体版（2015年8月17日、デジタル・クライス）
- 雨宮留菜の筋トレ サイドB（2015年11月9日、que:Style きゅうすた）
- 雨宮留菜の筋トレ スクワット（2015年11月9日、que:Style きゅうすた）
- 雨宮留菜の筋トレ 背筋（2015年11月9日、que:Style きゅうすた）
- 雨宮留菜の筋トレ ヒップレイズ（2015年11月9日、que:Style きゅうすた）
- 雨宮留菜の筋トレ バックキック（2015年11月9日、que:Style きゅうすた）
- 雨宮留菜の筋トレ 腕立て（2015年11月9日、que:Style きゅうすた）
- 雨宮留菜の着衣爆乳！！あんど、服の上からパイ揉み動画（2016年6月25日、Fiction of D）
- 雨宮留菜のモザイク半裸コスプレ！（2016年7月30日、Fiction of D）
- act.1 白い部屋 ～あなたのそばへ～ 雨宮留菜（2016年11月25日、ファンタスティカ）
- act.2 白い部屋 ～あなたのそばへ～ 雨宮留菜（2016年12月2日、ファンタスティカ）
- act.3 白い部屋 ～あなたのそばへ～ 雨宮留菜（2017年1月13日、ファンタスティカ）
- アイドルクローンVR 雨宮留菜-SMのぼく編-（2018年6月29日、Wonder Rabbit）
- アイドルクローンVR 雨宮留菜-天使と悪魔編-（2018年6月29日、Wonder Rabbit）
- アイドルクローンVR 雨宮留菜-中華三姉妹編-（2018年6月29日、Wonder Rabbit）
- 雨宮留菜 Digital Remaster Version ～時間を超えて～（2018年12月14日、ファンタスティカ）
- 限界筋トレ背筋（2018年7月5日、que:Style きゅうすた）
- 限界筋トレサイドB（2018年7月17日、que:Style きゅうすた）
- 雨宮留菜の全力飲み（2018年8月23日、que:Style きゅうすた）
- 限界筋トレショルダーB（2018年9月21日、que:Style きゅうすた）
- 雨宮留菜のダダ（2018年11月24日、que:Style きゅうすた）
- 雨宮留菜のダダ2（2019年12月4日、que:Style きゅうすた）
- 雨宮留菜のダダ3（2019年1月20日、que:Style きゅうすた）
- カップ数はアルファベットの10個目女子 セーラー服（2024年2月2日、ラブポップ）
- 雨宮留菜のPHOTO 競泳水着001（2024年2月2日、ラブポップ）
- プロフィール MOVIE（2024年2月2日、ラブポップ）
- 雨宮留菜のMOVIE 競泳水着001（2024年2月8日、ラブポップ）
- 雨宮留菜のPHOTO ブレザー002（2024年2月13日、ラブポップ）
- 力の加減ができひん…関西人による面白トークと4番勝負！（2024年2月14日、ラブポップ）
- 雨宮留菜のMOVIE ブレザー002（2024年2月19日、ラブポップ）
- 雨宮留菜のMOVIE ブルマ（2024年2月25日、ラブポップ）
- 雨宮留菜のPHOTO 制服シャツ003（2024年3月3日、ラブポップ）
- 雨宮留菜のMOVIE 制服シャツ003（2024年3月9日、ラブポップ）
- 雨宮留菜のPHOTO 私服（2024年3月19日、ラブポップ）
- 雨宮留菜のMOVIE 私服（2024年4月3日、ラブポップ）
- 雨宮留菜 オープンザスカート！ツッコミが面白いるなしゅんパンツちゃれんじ！（2024年4月3日、ラブポップ）
- 雨宮留菜 ちょっと恥ずかしいけど見てほしい。接写編（2024年5月1日、ラブポップ）
- Precious Dress Show 31（2024年3月22日、ファンタスティカ）
- バーチャルダイブ寮母さんには抗えない（2024年4月5日、ファンタスティカ）

### 自主制作ROM
- 143cmHcup露出狂JK（2011年10月、名古屋ROMコミ）
- ティロ・フィナーレ-巴マミ（2011年10月、名古屋ROMコミ）
- ちっちゃくないよ！-種島ぽぷら（2012年6月17日、ROMけっと）
- Check Point（2012年8月11日、コスホリ6&夏コミ）
- another face（2012年8月11日、コスホリ6&夏コミ）
- KEEP OUT（2012年10月21日、大阪ROMフェス）
- バニティエンジェル（2012年12月30日、コスホリ7）
- hard luck（2013年2月24日、ROMけっと）
- M-HOLIC（2013年2月24日、ROMけっと）
- ネイキッドクイーン-メナス（2013年2月24日、ROMけっと）
- リリスの器-綾波レイ（2013年5月4日、コスホリ8）
- Two-Mix（2013年8月10日、コスホリ9）
- 快感原則-綾波レイ（2013年8月10日、コスホリ9）
- Up To You! -初音ミク（2013年8月10日、コスホリ9）
- トラワレ（2013年11月3日、コスエク）
- ブラインドラブ（2013年12月29日、コスホリ10）
- Décadentisme AMEMIYA 退廃する雨宮（2013年12月31日、冬コミ）※「another face」および「Two-Mix」の総集編
- ふぇちっす！（2014年1月26日、フェチフェス）
- 密界結度-惣流アスカラングレー（2014年3月9日、コスエク）
- 育成指導（2014年5月5日、コスホリ11）
- 沈黙の星-土萠ほたる（2014年5月11日、関西シティ）
- 近距離恋愛（2014年8月16日、コスホリ12）
- そに子ソニック（2014年8月16日、コスホリ12）
- ふたり暮らし（2014年10月26日、大阪コスパ）
- 魔改造～春麗編～-春麗（2014年12月28日、コスホリ13）
- ソトダシ（2015年2月1日、大阪コスミュ）
- 魔改造～峰不二子編～ -峰不二子（2015年5月5日、コスホリ14）
- LOFT（2015年5月5日、コスホリ14）
- 雨宮病棟（2015年5月5日、コスホリ14）
- ツヤフェチ（2015年8月16日、コスホリ15）
- 魔改造～キューティーハニー編～-如月ハニー（2015年8月16日、コスホリ15）
- 夏恋（2015年8月16日、コスホリ15）
- 平成ふたり暮らし（2015年8月16日、コスホリ15）
- 働くオンナ（2015年8月16日、コスホリ15）
- ナイトトリック（2015年10月11日、コスエク）
- 魔改造モリガン編-モリガン（2015年12月30日、コスホリ16）
- ブラッシュアップ（2015年12月30日、コスホリ16）
- flapper（2015年12月30日、コスホリ16）
- 私立ニップレス学園（2015年12月30日、コスホリ16）※無料配布
- renatos（2016年5月5日、コスホリ17）
- SUNDAY（2016年5月5日、コスホリ17）
- alone（2016年5月5日、コスホリ17）
- MAD HARD LOVE（2016年8月12日、コスホリ18）
- 雨宮留菜と普通にお散歩（2016年8月12日、コスホリ18）
- 女児学習帳（2016年8月12日、コスホリ18）
- おいしいあめみや（2016年12月30日、コスホリ19）
- wonderland（2016年12月30日、コスホリ19）
- ルナカルト（2017年8月12日、コスホリ21）
- カルナバル（2017年8月12日、コスホリ21）
- おっぱい温泉（2017年12月30日、コスホリ22）
- Sons&anarchy（2017年12月30日、コスホリ22）
- 半裸チャイナ（2025年2月11日、コスホリ40）
- サキュバスふたり（2025年2月11日、コスホリ40）
- Playboy4（2025年2月11日、コスホリ40）
- バレンタインxxx(非売品、新刊セット特典)（2025年2月11日、コスホリ40）

- Wedding for you（2025年5月18日、コスホリ41）
- 破天荒パティシエと生クリームシーズー（2025年5月18日、コスホリ41）
- Playboy Vol.5（2025年5月18日、コスホリ41）
- ぷにいちご(非売品、新刊セット特典)（2025年5月18日、コスホリ41）

### 同人写真集
- それでも君だけを（が）見つめてる（写真集）（2017年10月9日、黒澤奨平）
- 妄想☆チャレンジ（VR）（2018年8月13日、ジョリジョア）
- WONDERFUL WONDER（写真集）（2018年8月11日、nonsummerjack）

## 出演

### テレビバラエティ
- BAZOOKA!!!（2016年5月、BSスカパー！）
- 男のザップ 生イキ! ジャンポケクルーズ（2016年6月2日・2016年14、BSスカパー！）
- 田村淳の地上波じゃ絶対ダメ！（2016年8月4日、BSスカパー！）
- 万年B組ヒムケン先生（2016年8月8日、TBS）
- ビリヤード8（2016年9月～、千葉テレビ）※準レギュラー
- テリー伊藤と訳あり女（2017年1月5日、MONDO TV）
- ぱちタウンTV鹿児島版（2017年11月20日、鹿児島テレビ）
- ぱちタウンTV福岡・佐賀版（2017年12月5日、九州放送）

### 映画
- 風媒花（2016年10月22日、千葉テレビ『ドリームセブン』放送番組）

### オリジナルビデオ
- 寄死伝 パラノーマルデモニッション（2016年5月3日、アースゲート）
- ひとりかくれんぼ 黄泉がえり遊び（2016年7月3日、MADVIDEO）
- 心霊キャノンボールガールズ（2016年11月3日、アースゲート）
- 未来世紀アマゾネス（2017年5月2日、ニューセレクト）
- 未来戦士アマゾネス（2017年6月2日、ニューセレクト）
- レイプゾンビ外伝 ハードコア・オブ・ザ・デッド（2017年10月4日、アルバトロス）
- 埼玉喰種（2017年12月3日、アースゲート）
- 潜入捜査官〜鳥籠の女豹〜（2019年6月21日、リバプール株式会社）
- 巨大ロボヒロイン アリアス（2024年10月25日、ZENピクチャーズ）ルナ役

### その他ビデオ
- 心霊（笑）散歩（2016年2月3日、アースゲート）
- 大心霊（笑）散歩（2016年8月3日、アースゲート）
- 超心霊（笑）散歩（2017年6月3日、アースゲート）

### ウェブテレビ
- ピンパイexプレス！神（2014年4月11日～11月28日、ピンクパイナップルチャンネル）※YouTubeおよびニコニコ動画
- ピンパイexプレス！Ａ（2015年1月23日～12月25日、ピンクパイナップルチャンネル）※YouTubeおよびニコニコ動画
- ビリヤード裏女子会3 #26-#38（2015年7月20日～9月1日、楽屋裏テレビ）※YouTube
- 大心霊(笑)散歩（2015年8月11日～2017年9月6日、DEEP REDホラーチャンネル）※YouTube
- For Actors 1月号 vol.379-vol.395（2016年1月1日～1月29日、ストロボファクトリー/IwamatsMasahiro）※YouTube
- グラベロ～ん（2016年3月30日・6月9日、KADOKAWA）※ニコニコ生動画
- MAD VIDEOチャンネル（2016年3月26日・4月23日、MAD VIDEOチャンネル）※ニコ生
- 【ゲスト：ですよ。 雨宮留菜】謝罪代行懺悔大会 MJ de NIGHT #11（2016年4月14日、東京GODバラエティ）※ニコニコ生放送
- 脱衣凸 #11（2016年4月14日、東京GODバラエティ）※ニコニコ生放送
- 今夜はアナタの番組（2016年6月28日・8月16日、AbemaTV FRESH!）
- サマーナイトフェスティバルG2@川崎けいりん（2016年7月18日、Gamboo）※ニコ生およびAbemaTV FRESH!
- WORLD-TECHNICSちゃんねる（2016年11月8日、女の子チャンネル）※YouTube
- DEEP RED OP百景（2017年10月19日～2018年4月29日、DEEP REDホラーチャンネル）※YouTube
- ぱちタウンTV アムズSUN☆SUN劇場3rdシーズン（2018年2月～8月、DMMぱちタウンch）※YouTube
- ジパングTV（2018年4月18日～、ジパングカジノ）※YouTube
- ピンクパイナップル超（2019年1月30日～、ピンクパイナップルチャンネル）※YouTubeおよびニコニコ動画
- Memories of Link β版テスト生配信（2019年4月30日～5月1日、Regina Entertainment）※ニコニコ生放送他

### ウェブバラエティ
- タカアンドトシの若者に告ぐ！世直し人生相談（2016年3月12日、AbemaTV）
- お願い！ランキング（2016年5月13日、2017年2月10日、2022年8月24日、AbemaTV）
- 妄想マンデー（2016年6月27日、AbemaTV）
- 青春バカリズム（2016年8月17日、テレ朝動画）
- AbemaWave サタデーナイト（2016年8月27日・2017年1月28日、AbemaTV）
- 矢口真里の火曜The NIGHT（2017年6月20日、2022年8月24日[4]、9月28日[5]、AbemaTV）
- クロちゃんのクロぱち 第一回ゲスト（2019年1月1日、U-NEXT）
- クロちゃんのクロぱち 第二回ゲスト（2019年1月1日、U-NEXT）

### ラジオ
- 初恋居酒屋（2016年5月、小倉ちゃちゃちゃラジオ）
- CHANGE' S RADIO（2016年7月12日、調布FM）
- 週刊!本庄強（2016年10月1日、全国コミュニティFM）
- 言の葉音の葉ハイスクール！（2016年8月24日・12月26日、チバテレビ&FMうらら）
- サブカルラジオ交流会inドリスタ（2017年4月～10月、I&U-LaLa FM）
- Weekend クロス（仮）（2019年2月16日、渋谷クロスFM）

### アプリゲーム
- 成り上がり～華と武の戦国（2022年12月1日、YooZoo）‐ 豪姫 役[6]

### CM
- クリスタル オブ リユニオン（2016年4月、gumi）
- 幻獣契約クリプトラクト（2017年12月、バンク・オブ・イノベーション）

### ファイト系（DVD・Blu-ray）
- ファイティングガールズ6 キャットファイト&イメージ 成沢みなみ VS 雨宮留菜（2012年12月14日、バトル）
- ファイティングガールズ6 ミックスファイト 成沢みなみ/雨宮留菜（2012年12月14日、バトル）
- ファイティングガールズ Vol.6 2012.12.22 聖戦～JIHAD～ Queen Of Akihabara決勝（2013年2月8日、バトル）
- ファイティングガールズ7 キャットファイト 大場ミチル VS 雨宮留菜（2013年3月22日、バトル）
- 雨宮留菜 まるごと!（2013年4月19日、COMET出版）
- ファイティングガールズ Vol.7 2013.5.4 ザ・ターニングポイント（2013年6月21日、バトル）
- プロスタイルバトルNEO14（2013年8月2日、バトル）
- ファイティングガールズ8 ミックスファイト&イメージ 雨宮留菜（2013年8月23日、バトル）
- ファイティングガールズ Vol.8 2013.8.10 エンジェル VS デビル（2013年10月11日、バトル）
- ファイティングガールズ in 大阪 2013.10.12（2013年11月15日、バトル）
- ファイティングガールズ9 キャットファイト&イメージ 大桃りさ VS 雨宮留菜（2013年12月20日、バトル）
- ファイティングガールズ9 ミックスボクシング&イメージ 雨宮留菜（2013年12月20日、バトル）
- ファイティングガールズ Vol.9 2013.12.21 聖戦～JIHAD～ Fighting Girls チャンピオンタイトルマッチ2013（2014年1月24日、バトル）
- ファイティングガールズ10 キャットファイト&イメージ パンサー理沙子 VS 雨宮留菜（2014年4月18日、バトル）
- BATTLEプロレス アイドル列伝 VS男子レスラー7 雨宮留菜（2014年4月18日、バトル）
- ファイティングガールズ Vol.10 2014.4.19 原点回帰 Fighting Girls チャンピオンタイトルマッチ2014 （2014年5月23日、バトル）
- ファイティングガールズ Vol.11 2014.8.23 ～2014BATTLE生誕祭～（2014年9月19日、バトル）
- ファイティングガールズ Vol.12 2014.12.13 ～聖戦-JIHAD-2014～（2014年12月26日、バトル）

### イベント
- 秋葉原 RAZER販売イベント（2014年7月18日）
- ゲームショー RAZERガール（2014年9月19日～22日、Wargaming）
- カオスヒーローズオンライン大会 RAZERガール（2014年9月27日、SEGA）
- ポタフェス RAZERガール（2014年12月20日～21日、Razer）
- リングガール（2016年1月4日、於: 後楽園ホール、アップルスタープロレス）
- モーターサイクルショー ロレンス ヘルメット女子（2016年3月26日、モーターマガジン社）
- NS ROUNDER -CAR SHOW & PHOTO SHOOT-（2016年4月24日、於: ハーバーシティ蘇我）
- Shimokitazawa SOUND CRUISING 2016（2016年5月28日、於: art ReG cafe）
- 女優展（2016年7月3日、於: ギャラリー白線）
- ワンダーフェスティバル 3Dフィギュア販売（2016年7月23日、於: DOOB:4ホール4-04-02）
- FUJIROCK イメージキャラクター（2016年7月22日～23日、於: ところ天国エリア: little red wing）
- 来店トークショー（2016年7月9日～10日、於: オートバックス長野県しおだ野店）
- TOKYO GRAVURE IDOL FESTIVAL2016（2016年8月5日）
- 一日店長（2016年8月7日、於: 高円寺 MACARONIC ）
- 銀座博品館 雨宮留菜3Dフィギュア発売イベント（於: DOOB）
- 女優水族館（2016年8月25日、於: 弘重ギャラリー）
- VTJ 8th ラウンドガール（2016年9月19日、於: 舞浜アンフィシアター、VALE TUDO JAPAN）
- 碧輝うろこ×女優俳優切り絵展（2016年10月29日～30日、於: インストジオ）
- クリーム写真展（2017年7月8日、於: 書泉ブックタワー、Cream）
- 週プレ酒BAR一日店長（2017年8月8日、於: 週プレ酒場）
- TGS2017 War Thunder（2017年9月23日、DMM GAMES）
- 写真展 『それでも君だけを(が)見つめてる。』（2017年10月9日、於: 原宿デザフェスギャラリー）
- DANGAN2018 ラウンドガール（2018年11月28日、於: 後楽園ホール、DANGAN）

### コスプレイベント
- コミックマーケット おと☆娘（2012年12月30日、ミリオン出版）
- エヴンゲリオンQ DVD販売イベント（2013年4月23日、於: ラムタラ メディアワールド アキバ）
- まどか☆マギカDVD販売イベント（2013年7月23日、於: ラムタラ メディアワールド アキバ）
- 実写版シンデレラ販売イベント（2015年9月2日、於: ラムタラ新宿エピカリ店）
- ゲームショウ 幻魔境ワンダラー（2015年9月17日～21日、Unalis）
- ホビジャinコトブキヤ撮影会 ヴァルキリー（2015年11月15日、ホビージャパン）
- メガホビEX SPビキニウォリアーズ ヴァルキリー（2015年11月28日、ホビージャパン）
- キャラホビ ビキニウォリアーズ メイジ（2016年8月27日、ホビージャパン）
- TGS ファントムオブキル（2016年9月15日、フジゲームス）
- TGS（2016年9月17日～18日、6wave）
- スマホアプリ「戦国武将を歩く」公式レイヤー リリース前撮影会（2016年5月、東映）
- スマホアプリ「戦国武将を歩く」公式レイヤー リリース記念撮影会（2016年11月4日、東映）
- ポリマジ大学 オープンキャンパス～ポリゴンマジック的存続論～ 罵倒少女（2017年2月10日、於: ベルサール六本木、ポリゴンマジック）
- IdentityV 第五人格 イベント（2018年10月20日、於: 秋葉原エンタス、NetEase Game）

### ライブ
- STAR SHIP FES（2016年7月16日昼、於: サンポート高松）
- トキワ街夜市（2016年7月16日夜、於: トキワ商店街）
- IDOL PARADISE高松（2016年7月17日、於: トキワ街MONSTERS cafe）
- ホリエモン祭り（2017年2月4日、於: 六本木morph-tokyo）
- GOLD LUSH（2017年5月7日、於: 名古屋R.A.D）
- Shimokitazawa SOUND CRUISING 2017（2017年5月27日、於: Laguna）
- UENO サブカルライブ（2017年8月2日、於: 上野野外ステージ）

### レースクイーン
- Fe-III Racing（2016年、於: 沖縄 ククル読谷サーキット）

### DJ
- 水fes（2016年9月3日、於: 大高緑地公園プール特設会場）

### 海外イベント
- GAME TITE（2014年春から1年半放送、イタリアのテレビ番組）
- エトナコミックス GAME TIMEブース、ライブステージ、コスプレ審査員（2015年5月28日～6月1日、イタリア シチリア即売会）
- 葡萄撮影会（2015年10月15日～21日、香港撮影会）
- Over 18 Prince（2016年6月17日・11月12日、台湾即売会）
- 台湾FF（2017年7月29日～30日、台湾即売会）
- 10元路 来店（2017年7月21日、台湾ゲームセンター）
- Urunus&Pink撮影会（2016年6月18日・11月13日、2017年6月24日、2018年1月28日・7月21日、2019年2月24日、台湾撮影会）
- 台湾TAE ブース出展、ステージ（2018年8月3日～6日、祭典/世賀三館）

### イメージガール
- dafa dools カジノイメージガール（2017年、フィリピン）
- 海底覇王アプリイメージガール（2018年、台湾）

## 書籍

### モデル
- フォトグラファーのためのセクシーポーズBOOK ベッド&バスルーム編（2017年12月15日、玄光社MOOK）

### 写真集
- NEW EROS TEPPANYAKI ニューエロス・鉄板焼（2016年7月9日、秀和システム）
- 原寸大おっぱい図鑑（2017年8月2日、一迅社）
- サキュばんのちょっとえっちなお戯れミニフォトブック（2017年8月12日、コスホリ21）
- WONDERFUL WONDER（写真集）（2018年8月11日、nonsummerjack）
- 少女、そして母（2019年7月15日、NBB）
- ティファ ヘビー-ティファロックハート（2019年7月15日、NBB）
- 30th Anniversary記念フォトブック（2023年7月14日、G-STYLE）

### グッズ
- クラシックぱぴこ缶バッジ（2015年5月5日、コスホリ14）
- 輩Tシャツ（2015年5月5日、コスホリ14）
- 輩タオル（2015年5月5日、コスホリ14）
- 大きい輩TシャツXXXL（2015年8月16日、コスホリ15）
- きゃんでぃーもんすたーエコバック（2015年8月16日、コスホリ15）
- サイン入りA2ポスター 1500円 3種類Renatus、alone、MAD HARD LOVE（2016年6月18日、Over 18 Prince/台湾即売会）
- みや推してーしゃつ（2016年9月24日、R11R）
- 雨宮留菜 サキュばんタペストリー[等身大]（2017年5月1日、鹿鳴商店）
- 雨宮留菜 サキュばん 卓上アクリルフィギュア（2017年5月1日、鹿鳴商店）
- 雨宮留菜 2019年 カレンダー CL-275（2018年11月1日、トライエックス）
- 僕の彼女は変○者 カレンダー（2023年12月20日、G-STYLE）

### 漫画
- FG GREEN GIRL（2014年12月13日、作: 折鶴兄弟、販売: バトル）

### 雑誌
- Cream（2011年、ワイレア出版）※撮り下ろしグラビア、グラビアデビュー
- 金のEX（2013年、ミリオン出版）
- ミスFLASH（2014年、光文社）
- ZAK ZAK（2015年、夕刊フジ）
- ヤングチャンピオン（2016年、秋田書店）
- 金のEX SPECIAL（2014年8月、ミリオン出版）
- 週刊ファミ通（2014年10月、KADOKAWA）※2016年以前の掲載記録紛失
- メンズナックルズ （2016年5・8・9月、ミリオン社）
- BITTER（2016年5月、大洋図書）※撮り下ろしグラビア
- ドカント（2016年5月、デジタルスタイル）※撮り下ろしグラビア
- COSPLAYMATE-コスプレメイト-vol.1（2016年7月、ワニブックス）※連載コラム
- Cream（2016年7・8月、メディアックス）※撮り下ろしグラビア
- 週刊アスキー（2016年8月、角川アスキー総合研究所）
- 週刊大衆（2016年10月、双葉社）※撮り下ろしグラビア
- 週刊大衆ヴィーナス（2016年11月、双葉社）※撮り下ろしグラビア
- SPA!（2016年12月、扶桑社）※インタビュー掲載
- 週刊大衆ヴィーナス（2017年2月、双葉社）※撮り下ろしグラビア
- 週刊プレイボーイ（2017年3月6日、集英社）※インタビュー掲載
- ファッション雑誌 SHe（2017年3月28日・9月28日・12月28日、ファッションマガジン社）
- 週刊プレイボーイ（2017年8月14日、集英社）※対談掲載
- 週刊プレイボーイ（2017年8月28日、集英社）※ニュースページ掲載
- 週刊ポスト（2018年3月2日、小学館）
- いけない芸能界（2018年4月5日、ダイアプレス）
- 週刊ポスト（2018年3月26日、小学館）※撮り下ろしグラビア
- EX MAX！Special vol.121（2018年4月13日、ぶんか社）※撮り下ろしグラビア
- 週刊大衆（2018年5月14日、双葉社）※グラビアページ
- 芸能TABOO（2018年9月、インテルフィン）
- 週刊大衆ヴィーナス（2018年9月、双葉社）

- 第一手報導（2016年8月、台湾雑誌）※撮り下ろしグラビア
- FHM（FOR HIM MAGAZINE）（2016年9月、台湾雑誌） ※撮り下ろしグラビア
- 第一手報道（2017年7月、台湾雑誌） ※カバーガール&撮り下ろしグラビア
- uSEXY 尤物雜誌 8月號 第90期（2017年8月、台湾雑誌）※カバーガール&撮り下ろしグラビア
- SEXY NUTS 性感誌 2月號 第55期（2018年2月、台湾雑誌）※カバーガール&撮り下ろしグラビア
- 第一手報導（2018年4月、台湾雑誌） ※インタビュー掲載

### コラム連載
- バストアップ探求隊（2017年3月、おっぱい女子会）
- レジーナクリニックレポ（2017年4月、脱毛レシピ）
- 美人スマホ～水着×スマートフォン（2019年1月12日、ASCII.jp）

### 商品モデル
- ファニービキニ（2011年～2017年）
- 東京要人（2011年〜2016年）
- リライズ（2013年4月・8月）
- INKlude（ヴィレッジヴァンガード他）（2016年9月）

## トピックス
- 2018年 年間売り上げランキング DVD&ブルーレイ部門 7位（ザ・テレビジョン）
- ラジオアフター6ジャンクション グラビア総選挙 10位（TBSラジオ）